# Philippe Samyn
Señor Philippe Samyn (nacido el 1 de septiembre de 1948 en Gante, Bélgica) es un arquitecto e ingeniero civil belga cuyo estilo se caracteriza por el uso de importantes estructuras de vidrio, madera y acero, muchas veces de tipo monumental. Es también conocido por su descubrimiento, en agosto de 1997 de "Los indicadores de volumen y de desplazamiento de una estructura arquitectónica"

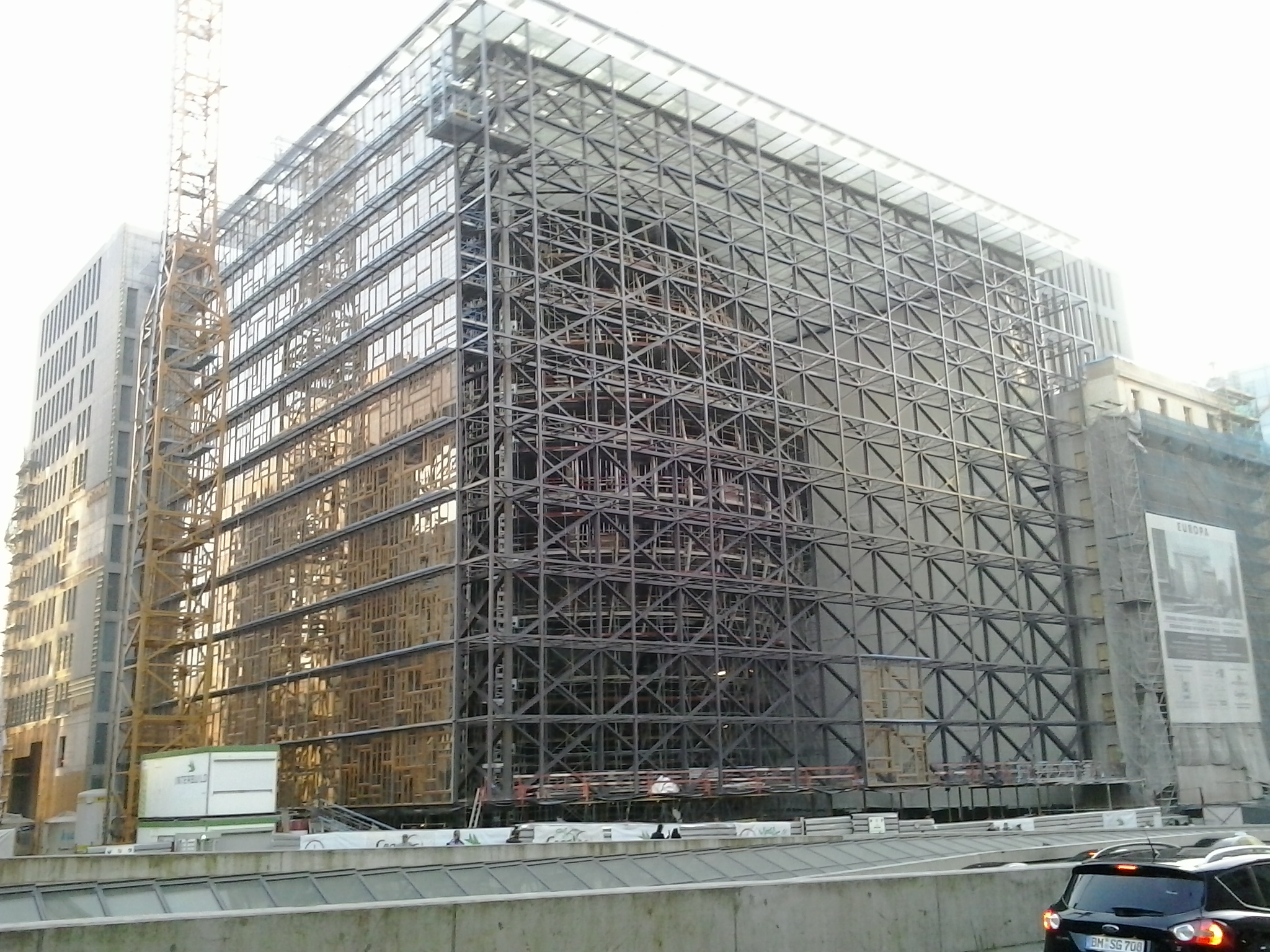
Europa en marzo de 2014.

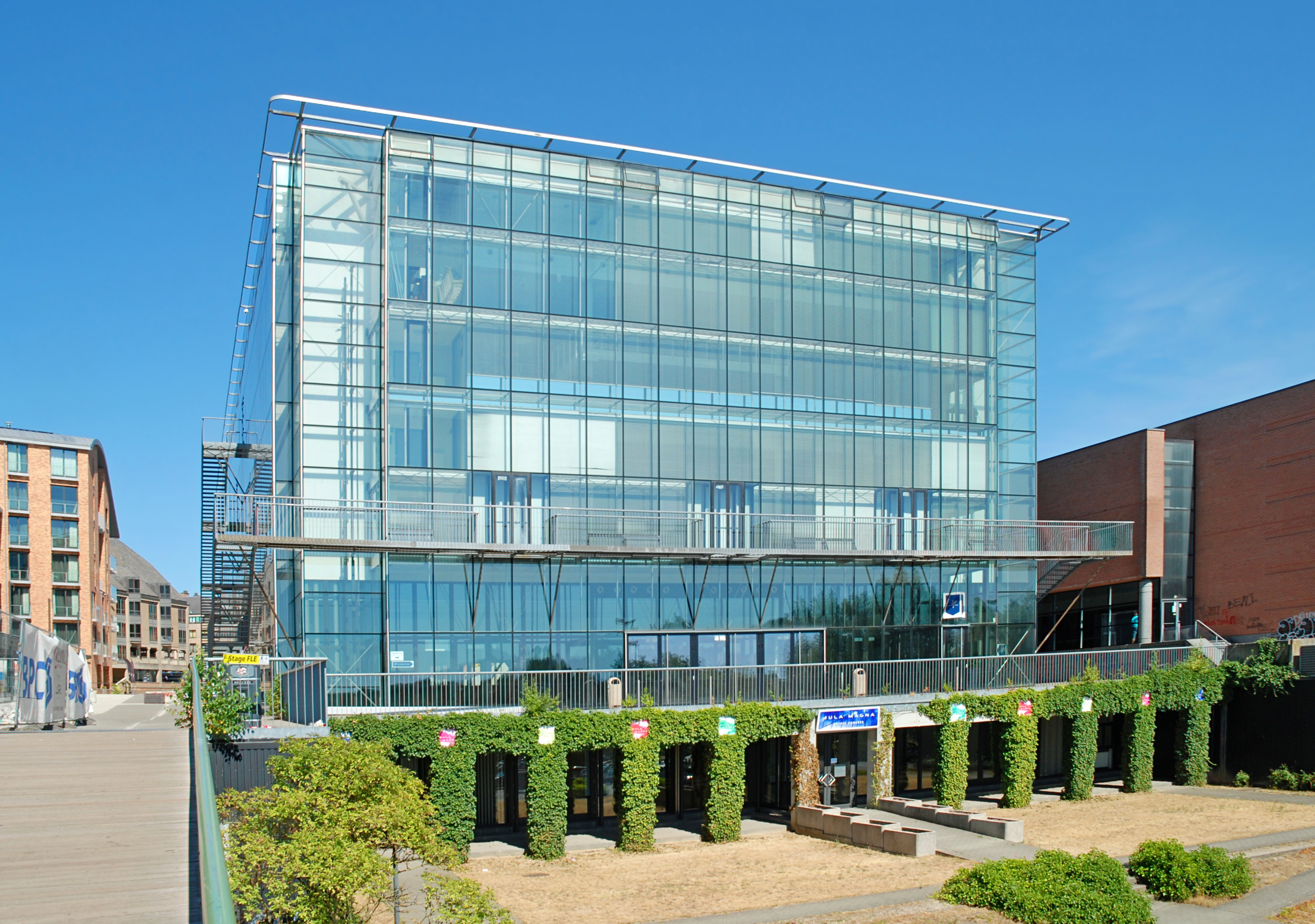
Leuven - Aula Magna (1999-2001)

## Biografía
Philippe Samyn realiza sus estudios secundarios en Gante, su ciudad natal, antes de instalarse en Bruselas con su familia. Desde muy joven se interesa por el arte, la arquitectura, las ciencias y las tecnologías.
Es diplomado ingeniero civil en la Universidad libre de Bruselas (ULB) en 1971, finaliza un Master de Ciencias en Ingeniería Civil en el Instituto Tecnológico de Massachusetts (MIT), en 1973, es diplomado en urbanismo por la ULB en 1973, y realiza un postgrado en Administración en la Solvay Business School en 1985. En ese mismo año, 1985, logra también el diploma de Arquitecto Jurado del Estado y desde 1999 es doctor en ciencias aplicadas, logrado en la Universidad de Lieja.
Empieza su actividad como arquitecto y consejero ingeniero en 1972 y funda "Philippe Samyn and Partners" en 1980.
Sus archivos son regularmente transferidos y consultables:
- trabajos escritos, gráficos e iconográficos y maquetas a los Archivos generales del Reino de Bélgica (Calle Houblon, 28 - 1000 Bruselas, +32222741400).
- fotografías y videos a la Real Academia de las Ciencias, Letras y Bellas Artes de Bélgica (Palacio de las Academias, Calle Ducale, 1 - 1000 Bruselas, +32225502211).

Philippe Samyn es Comendador del Orden de Leopoldo y miembro de la Real Academia de Bélgica, ha sido ennoblecido con concesión de nobleza heredera a título personal de Señor por su majestad el Rey Alberto II de Bélgica el 13 de julio de 2012. Su lema es: "Reperire, Invenire, Creare".

## Philippe Samyn and Partners
Philippe Samyn and Partners es una asociación de arquitectos e ingenieros fundada en 1980.
El equipo realiza proyectos integrados, desde el paisaje hasta los muebles, todas las técnicas incluidas.
La empresa se encuentra en el barrio Principe de Orange, al sur de Bruselas y cuenta hoy con unos cincuenta colaboradores.
Tiene la certificación ISO 9001 – 2015, ISO 14001 – 2015 y VALIDEO.
Socios
- Philippe Samyn, gerente estatutario
- Denis Mélotte, ingeniero arquitecto
- Antonio Quinones, secretario general
- Ghislain André, arquitecto
- Johan Van Rompaey, ingeniero arquitecto
- Jacques Ceyssens, arquitecto
- Quentin Steyaert, arquitecto
- André Charon, arquitecto
- Åsa Decorte, arquitecta

### Principales obras en construcción
En Bélgica
- 2018- Banco Nacional de Bélgica, Bruselas
- 2017- Lugar "M'as-tu-vu", Knokke-Heist
- 2017- Centro administrativo de la provincia[2] de Namur
- 2015- Casa de la Cultura[3] de la provincia de Namur
- 2015- European Space Agency, Redu
- 2014- Reforma de vivienda social[4] en la rue de l'Olivier en Schaarbeek
- 2009- Facultad de Ciencias aplicadas, Universidad Libre de Bruselas, Ixelles
- 1993- Clínica psiquiátrica "Sans Souci" Bruselas, Bélgica

En otros países
- 2018- Carpa de acero para un espacio público multifunciona, Avilés, España
- 2017- Teatro del círculo polar, Rovaniemi, Finlandia
- 2009- Taller del pintor Erik Salvesen,, Ekenas-tammisaari, Finlandia
- 2008- Estación ferroviaria "Vesuvio-Est", Striano, Italia

### Principales realizaciones
En Bélgica
- 2011- Cuartel de bomberos para el servicio regional de incendios de Charleroi
- 2011- Casa para Alain Hubert, Rhode Saint Genèse  (2012)
- 2010- Sede central de AGC Glass Europe, Louvaina la Nueva (2013)
- 2009- Manneriehof, Cantons de l’est (2013)
- 2007- Europa (edificio) en Bruselas. Sede del Consejo Europeo y del Consejo de la Unión Europea.  (*Philippe SAMYN and PARTNERS architects & engineers, LEAD and DESIGN PARTNER. Philippe Samyn and Partners architects & engineers, Studio Valle Progettazioni architects, Buro Happold Limited engineers.).
- 2007- Casa de reposo, Rhode-Saint-Genèse (2015)
- 2007- Base antártica Princesse Élisabeth, Antarctique (2008) (ingeniería y diseño técnico de la estructura y la cubierta)
- 2006- College Toren, Courtrai
- 2006- EuroSpace Centre, Libin transine (2009)
- 2006- Solvay, Ikra project, Nizhni Nóvgorod, Rusia (2014)
- 2006- Restaurante y estación de servicio de autopistas, Ruysbroek (2011)
- 2005- Restaurante y estación de servicio de autopistas, Spy (2008)
- 2004- SEM, edificio de oficinas Bruselas (2009)
- 2004- Centro cultural de Izegem, Izegem (2009)
- 2004- Centro del vidrio, Lommel (2007)
- 2002- Restaurante y estación de servicio de autopistas, Minderhout (2002)
- 2002- Snepkaai, puentes, fase 1 (2006) fase 2 (2008)
- 2001- AZ VUB, oficinas, laboratorios e infraestructuras médicas, Bruselas (2007)
- 2001- Guardería y antena social, Bruselas (2008)
- 2000- BBC- Tour Dexia, place Rogier, Bruselas (2006)
- 2000- Jan Denul Headquarters, Alost (2005)
- 2000- Erasmus Hogeschool College, Bruselas (2005)
- 1999- Milly Residence, alrededores de Bruselas (2007)
- 1999- Cubierta de la estación de ferrocarril de Lovaina, Lovaina (2007)
- 1999- Restaurante y estación de servicio de autopistas, Hellebecq (2002)
- 1998- Compagnie immobilière de Wallonie, edificio de oficinas, Nivelles (2001)
- 1998- The Site, edificio de oficinas, Bruselas (2000)
- 1998- Renovación de la casa de la radio Flagey, Bruselas (2002)
- 1998- 'Orival' Puente-Restaurante y estación de servicio, Nivelles (2001)
- 1997- Edificio de oficinas para Procter & Gamble, Strombeek Bever (1999)
- 1997- Triomphe I - Levi's European headquarters, Bruselas (1998)
- 1997- Mansión Seghers, Malderen (1999)
- 1996- Aula-Magna, Lovaina La Nueva (2001)
- 1996- Edificio de parking, Smithkline Beecham, Rixensart (2000)
- 1995- Estación de Metro Erasme, Bruselas (2003)
- 1995- Renovación de la Orangerie del Château de Seneffe (2000)
- 1995- Brussels Exhibition Centre- centro de visitantes, Bruselas (1999)
- 1994- Compagnie Nationale à Portefeuille-NPM headquaters, Gerpinnes (1997)
- 1994- Renovación del hospital Brugmann|hospital universitario Brugmann, Bruselas (2008), últimas fases en obra
- 1994- Estación de servicio, Wanlin (1995)
- 1994- Smithkline Beecham bio-pharmacological research centre, Rixensart (1999)
- 1993- Hospital psiquiátrico Sans souci, Bruselas,  fase 1 (1995), fase 2 (2002), fase 3 (2007) última fases en obra
- 1993- 't Hoofd Seghers Engineering, edificio de oficinas, Kleine Willebroek, fase 1 (1997)
- 1993- Éditions Dupuis, Marcinelle (1995)
- 1992- Comptoir wallon de los materiales forestales de reproducción, Marche-en-Famenne (1995)
- 1993- Auditoire pour la Faculté universitaire des sciences agronomiques de Gembloux, Gembloux (1996)
- 1992- Auditorio, ULB, campus Erasme, Bruselas (1993)
- 1991- Petrofina, casa de huéspedes dependiente del Château de Seneffe, Seneffe, fase 1 (1992), fase 2 (1996)
- 1991- Nissan European Technology Centre, Lovaina la Nueva, fase 1 (1992), fase 2 (1994)
- 1991- Ferme Stassart, sede de Philipe Samyn and Partners, Bruselas (1993)
- 1991- Berheim-outremer "Crystal" office Centre, edificio de oficinas, Bruselas (1998)
- 1989- Immoblilière Louis De Waele, Triomphe I, edificio de oficinas, Bruselas (1998)
- 1989- Brussimmo, edificio de oficinas, Bruselas (1993)
- 1989- Sidmar-Arbed-Alz Ocas, centro de investigación, Gante (1991)
- 1988- Edificio de oficinas para Eric Boulanger, Waterloo (1990)
- 1988- Fina- Research Petrofina, puente obenque y centro de investigación, Feluy (1991)
- 1987- Thompson aircraft tire corporation, - edificio de oficinas, Frameries (1991)
- 1987- Edificio de oficinas y apartamentos, Roeselare (1990)
- 1986- Centro de investigación Shell, Louvain-la-Neuve fase 1 (1988); fase 2 (1991) fase 3 (1992)
- 1985- Design Board studio, Bruselas (1989)
- 1985- CITIBANK computer processing centre, Nossegem (1986)
- 1983- SB and Partners, oficinas y espacio de muestras, Bruselas fase 1(1983); fase 2 (1984); fase 3(1990)
- 1981- Escuela primaria, Athus, Athus (1984)
- 1980- Athénée Royal de Waterloo, Waterloo (1989)
- 1978- Edificio de apartamentos, CGER-ASLK (1986)
- 1978- Casa Bogaert n°2, Uccle (1980)
- 1977- Cuatro casas Sogerim, Lovaina-la-Nueva (1979)
- 1976- Casa Boulanger, Ohain (1979)
- 1974- Casa Nyssens, Bierghes-Lez-Hal (1975)
- 1971- Wing building, proyecto de final de estudio (1973)

En otros países
- 2010- Lujiazhi cultural creativity garden; pabellón de recepción, grande sala de espectáculos, hotel Zhoushan, China
- 2005- Duval-Leroy, castillo en Champagne, Vertus, Francia
- 2004- CLE 93, edificio de apartamentos Esch, Luxemburgo (2008)
- 2003- Cuartel de bomberos, Enschede, Países Bajos (2007)
- 1998- Cuartel de bomberos, Houten, Países Bajos (2000)
- 1997- Estación de servicio, Houten, Países Bajos (1999)
- 1989- M&G Richerche, Venafro, Italia (1991)
- 1973- Proyecto de estación de tren, Douala, Camerún

## Archivos
Los archivos de Philippe Samyn son transferidos regularmente y son consultables:
- para los escritos, piezas gráficas e iconográficas, maquetas: en los Archivos Generales del Reino de Bélgica (Rue de Houblon, 28 - 1000 Bruselas).
- para las fotografías y películas: en la Academia Real de Ciencias, Letras y Bellas Artes de Bélgica (Palais des Académies, Rue Ducale 1 – 1000 Bruselas).